# Virslīga 2020
La Virslīga 2020 fue la edición número 29 de la Virslīga, la primera división del fútbol de Letonia, también llamada División Superior de Letonia. La temporada comenzó el 15 de junio de 2020 y culminó el 29 de noviembre del mismo año.
El 20 de noviembre, Riga se coronó campeón a 2 fechas del final, después de que su máximo perseguidor, el RFS, cayera derrotado contra el Liepāja. Riga consiguió así, el tercer título de liga de su historia y tercer consecutivo.

## Sistema de competicón
Los nueve equipos participantes jugarán entre sí todos contra todos cuatro veces totalizando 27 partidos cada uno, al término de la jornada 27 el primer clasificado obtendrá un cupo para la primera ronda de la Liga de Campeones 2021-22, mientras que el segundo y tercer clasificado obtendrán un cupo para la primera ronda de la Liga de Conferencia Europa 2021-22; por otro lado el último clasificado descenderá a la Primera Liga 2021.
Un tercer cupo para la primera ronda de la Liga de Conferencia Europa 2021-22 será asignado al campeón de la Copa de Letonia.

## Ascensos y descensos
| Pos. | Ascendidos de Primera Liga 2019 |
| ---- | ------------------------------- |
| 1    | Tukums                          |

| Pos. | Descendidos de Virslīga 2019 |
| ---- | ---------------------------- |
|      | No hubo                      |

## Equipos participantes
Diez clubes compiten en la liga, las nueve escuadras de la temporada 2019 (no hubo descenso) y el campeón de la Primera Liga de Letonia, que corresponde a la segunda división: el Tukums
| Club             | Ciudad     | Estadio                          | Capacidad |
| ---------------- | ---------- | -------------------------------- | --------- |
| Daugavpils       | Daugavpils | Celtnieks Stadium                | 4.070     |
| Jelgava          | Jelgava    | Olympic Sports Center of Zemgale | 1.560     |
| Liepāja          | Liepāja    | Daugava Stadium                  | 5.008     |
| Metta            | Riga       | Hanzas vidusskolas laukums       | 2.000     |
| Riga             | Riga       | Skonto Stadium                   | 8.207     |
| RFS              | Riga       | Stadions Arkādija                | 1.000     |
| Spartaks Jūrmala | Jūrmala    | Slokas Stadium                   | 2.800     |
| Tukums           | Tukums     | Tukuma Stadions                  | 1.000     |
| Valmieras        | Valmiera   | J. Daliņa stadions               | 2.000     |
| Ventspils        | Ventspils  | Ventspils Olimpiskais Stadions   | 3.044     |

## Tabla de posiciones
| Pos. | Equipo           | Pts. | PJ | G  | E | P  | GF | GC | Dif. | Clasificación 2021–22                          |
| ---- | ---------------- | ---- | -- | -- | - | -- | -- | -- | ---- | ---------------------------------------------- |
| 1    | Riga (C)         | 69   | 27 | 23 | 0 | 4  | 60 | 21 | +39  | Primera ronda de la Liga de Campeones          |
| 2    | RFS              | 66   | 27 | 21 | 3 | 3  | 66 | 21 | +45  | Primera ronda de la Liga de Conferencia Europa |
| 3    | Valmieras        | 47   | 27 | 13 | 8 | 6  | 47 | 33 | +14  | Primera ronda de la Liga de Conferencia Europa |
| 4    | Ventspils        | 44   | 27 | 12 | 8 | 7  | 40 | 25 | +15  |                                                |
| 5    | Liepāja          | 42   | 27 | 12 | 6 | 9  | 57 | 34 | +23  | Primera ronda de la Liga de Conferencia Europa |
| 6    | Spartaks Jūrmala | 40   | 27 | 11 | 7 | 9  | 53 | 44 | +9   |                                                |
| 7    | Jelgava          | 22   | 27 | 6  | 4 | 17 | 19 | 64 | −45  |                                                |
| 8    | Daugavpils       | 20   | 27 | 5  | 5 | 17 | 30 | 48 | −18  |                                                |
| 9    | Metta            | 16   | 27 | 4  | 4 | 19 | 22 | 55 | −33  |                                                |
| 10   | Tukums (D)       | 14   | 27 | 3  | 5 | 19 | 21 | 70 | −49  | Descenso a Primera Liga 2021                   |

Actualizado a los partidos jugados el 29 de noviembre de 2020.
 Fuente: Soccerway
Notas:
1. ↑  Liepāja obtuvo un cupo para la Primera ronda de la Liga de Conferencia Europa 2021-22, tras ganar la Copa de Letonia 2020.
2. ↑  La Promoción por la permanencia entre Metta y Auda fue cancelado, por lo tanto, Metta/LU y Auda se mantuvieron en su categoría.[2]

## Tabla de resultados cruzados
Los clubes jugarán entre sí en tres ocasiones para un total de 27 partidos cada uno.
| Local \ Visitante | DAU | JEL | LIE | MLU | RFS | RIG | SPJ | TUK | VAL | VEN |
| ----------------- | --- | --- | --- | --- | --- | --- | --- | --- | --- | --- |
| Daugavpils        | —   | 0–0 | 0–2 | 4–2 | 2–3 | 0–1 | 0–2 | 1–1 | 0–2 | 3–1 |
| Jelgava           | 1–0 | —   | 1–5 | 2–2 | 0–4 | 0–3 | 2–3 | 2–1 | 1–2 | 1–0 |
| Liepāja           | 1–1 | 3–1 | —   | 3–0 | 2–5 | 1–4 | 3–2 | 2–2 | 0–1 | 1–1 |
| Metta             | 1–4 | 1–0 | 2–1 | —   | 0–1 | 0–3 | 1–2 | 2–0 | 2–2 | 1–2 |
| RFS               | 2–1 | 1–0 | 3–0 | 5–1 | —   | 1–2 | 4–1 | 3–0 | 5–2 | 1–0 |
| Riga              | 3–1 | 3–0 | 2–0 | 2–0 | 0–2 | —   | 4–2 | 5–2 | 2–0 | 1–0 |
| Spartaks Jūrmala  | 3–3 | 4–1 | 2–2 | 2–0 | 1–1 | 2–1 | —   | 1–1 | 2–3 | 1–3 |
| Tukums            | 0–6 | 1–2 | 0–5 | 1–3 | 0–3 | 1–5 | 0–2 | —   | 2–3 | 0–0 |
| Valmieras         | 3–0 | 2–0 | 1–1 | 1–0 | 0–4 | 0–1 | 2–2 | 2–0 | —   | 3–0 |
| Ventspils         | 2–0 | 5–0 | 2–1 | 0–0 | 3–2 | 0–2 | 1–1 | 3–0 | 2–2 | —   |

| Local \ Visitante | DAU | JEL | LIE | MLU | RFS | RIG | SPJ | TUK | VAL | VEN |
| ----------------- | --- | --- | --- | --- | --- | --- | --- | --- | --- | --- |
| Daugavpils        | —   | —   | 0–4 | 1–0 | 1–2 | —   | 1–3 | —   | —   | 0–0 |
| Jelgava           | 2–0 | —   | 0–7 | —   | —   | 0–2 | —   | —   | 2–2 | 0–5 |
| Liepāja           | —   | —   | —   | 3–0 | 1–0 | —   | 0–1 | 5–0 | 1–1 | —   |
| Metta             | —   | 0–1 | —   | —   | 0–3 | —   | 1–1 | —   | 1–2 | —   |
| RFS               | —   | 1–0 | —   | —   | —   | 3–0 | 2–1 | —   | —   | 1–1 |
| Riga              | 2–0 | —   | 2–1 | 5–1 | —   | —   | —   | —   | 1–0 | 0–3 |
| Spartaks Jūrmala  | —   | 7–0 | —   | —   | —   | 1–2 | —   | 2–4 | —   | 1–2 |
| Tukums            | 2–1 | 0–0 | —   | 3–1 | 0–2 | 0–2 | —   | —   | —   | —   |
| Valmieras         | 3–0 | —   | —   | —   | 2–2 | —   | 0–1 | 5–0 | —   | —   |
| Ventspils         | —   | —   | 0–2 | 1–0 | —   | —   | —   | 2–0 | 1–1 | —   |

## Goleadores
Fuente: flashscore, Soccerway
| Pos. | Jugador             | Club           | Goles |
| ---- | ------------------- | -------------- | ----- |
| 1    | Dodô                | Liepāja        | 18    |
| 2    | Tolu Arokodare      | Valmiera       | 15    |
| 2    | Nemanja Belaković   | Spartaks       | 15    |
| 4    | Kule Mbombo         | Riga           | 12    |
| 5    | Yevgeni Kozlov      | Ventspils      | 11    |
| 5    | Raimonds Krollis    | Metta          | 11    |
| 7    | Chinonso Offor      | Daugavpils/RFS | 10    |
| 7    | Emerson Deocleciano | RFS            | 10    |
| 9    | Artūrs Karašausks   | Liepāja        | 9     |
| 10   | Alain Kouadio       | RFS            | 8     |